# Le Vanneau-Irleau
Le Vanneau-Irleau è un comune francese di 956 abitanti situato nel dipartimento delle Deux-Sèvres nella regione della Nuova Aquitania.

## Società

### Evoluzione demografica
Abitanti censiti